# Antonov An-70
Antonov An-70 je sovětský čtyřmotorový transportní letoun pro vojenské i civilní účely. Jde o první letoun ve vzduchu poháněný pouze propfany. Vyvinut byl na konci osmdesátých let v konstrukční kanceláři Antonov jako náhrada za zastarávající Antonov An-12. První let prvního prototypu proběhl v prosinci 1994 v Kyjevě. Prototyp utrpěl během několika měsíců ve vzduchu kolizi. Druhý letoun byl vyroben, aby mohly pokračovat testy.

## Vývoj

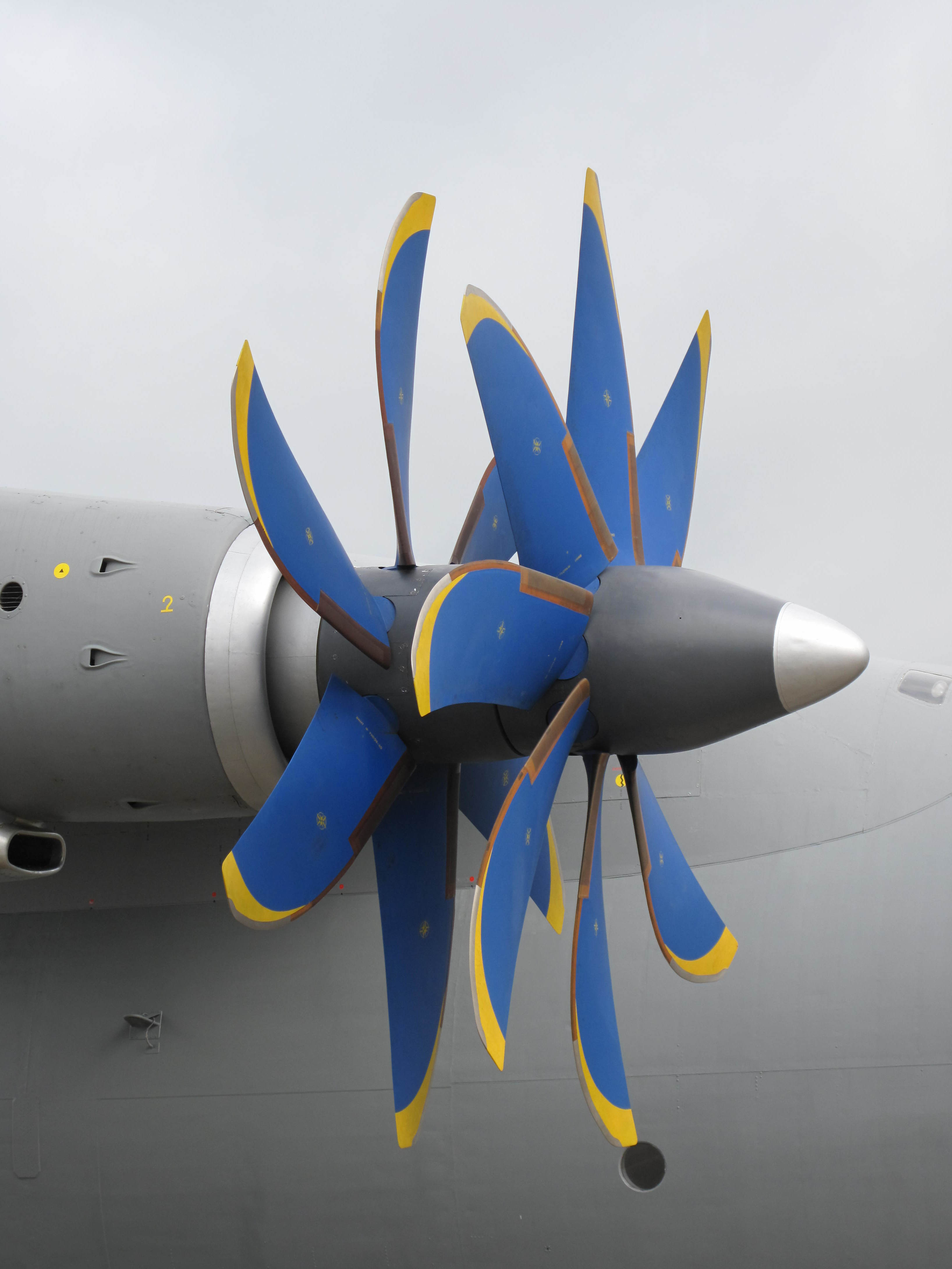
Jeden z motorů Progress D-27 s protiběžnými dmychadlovými vrtulemi Aerosila SV-27

Počátky vývoje letounu spadají do poloviny sedmdesátých let 20. století, kdy v tehdejším Sovětském svazu byly dány specifikace na středně velký dopravní letoun. Roku 1984 byly tyto požadavky změněny, letoun měl mít kratší délku vzletu a přistání a větší přepravní prostor.
Po rozpadu SSSR vypadala situace tak, že se hovořilo o ukončení projektu, ovšem později se nástupnické státy Rusko, Ukrajina a Uzbekistán domluvily, a tak 16. prosince 1994 mohl vzlétnout první prototyp. Při čtvrtém zkušebním letu 10. února 1995 došlo ke srážce s An-72 a prototyp byl kompletně zničen.
Druhý, mírně upravený prototyp vzlétl 24. dubna 1997.
Na projektu již se účastnily pouze Rusko a Ukrajina, později z tohoto projektu Rusko odstoupilo a začalo používat k přepravě nákladů letoun Il-76MF. O letoun An-70 projevilo zájem již několik zemí, ovšem z obchodů zatím sešlo. Antonov se také zapojil do soutěže na jednotný transportní letoun západní Evropy, ovšem v této oblasti hrají svoji úlohu i politické zájmy. Německo, které zvažovalo nákup 75 Antonovů An-70, se nakonec rozhodlo pro dražší Airbus A400M. O An-70 měla zájem i Armáda České republiky, která měla převzít tři kusy tohoto letounu, jenž je schopen pojmout např. dvě Tatry 815VVN s pohonem 6×6, deset Land Roverů nebo 2 vrtulníky Mi-17. Tato koupě, která měla být provedena v rámci deblokace ruského zahraničního dluhu, se však neuskutečnila.

## Varianty
- An-70 - základní verze
- An-70-100 - verze s dvoučlennou osádkou
- An-77 - exportní verze
- An-70T - obchodní verze
- An-112KC - zamýšlená verze pro tankování paliva za letu, s výjimkou dvou proudových motorů z týmu US Aerospace a Antonov pro program KC-X.[1][2] americké letectvo návrh odmítlo,[3] a odvolání bylo později staženo.[4][5]

## Specifikace

### Hlavní technické údaje
- Osádka: 5

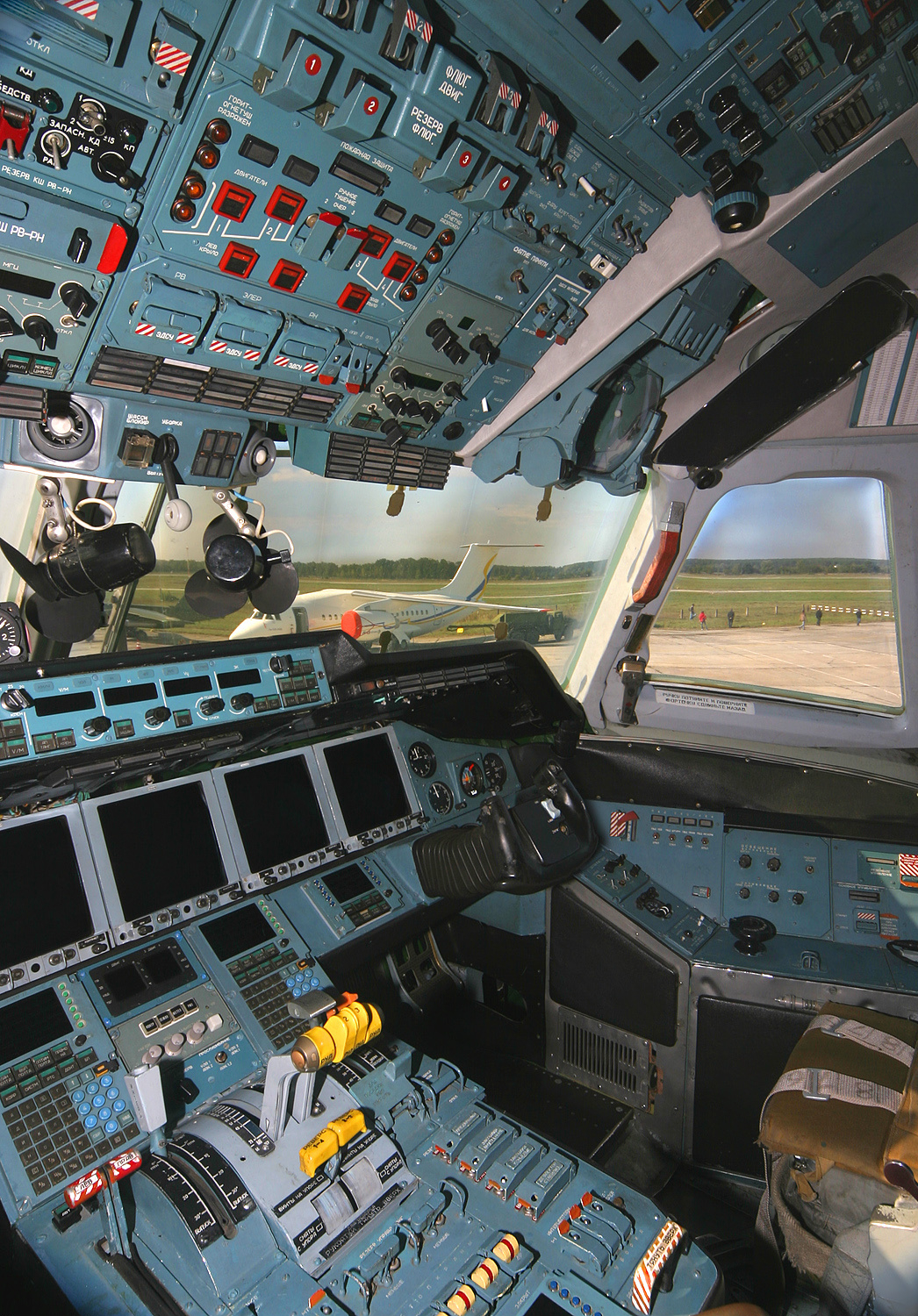
Kokpit letounu Antonov An-70

- Kapacita přepravovaných vojáků: 170
- Rozpětí: 44,06 m
- Délka: 40,73 m
- Výška: 16,38 m
- Nosná plocha: 204 m²
- Hmotnost prázdného stroje: 73 t
- Maximální hmotnost nákladu: 47 t
- Maximální vzletová hmotnost: 135 t
- Pohonná jednotka: 4× propfan Progress D-27
- Výkon pohonné jednotky: 10 295 kW

### Výkony
- Cestovní rychlost: 750 km/h
- Maximální rychlost: 780 km/h
- Dostup: 12 000 m
- Dolet: až 8000 km v závislosti na hmotnosti nákladu (s 35 t nákladu - 5000 km)